# Genio maligno
Il Genio maligno è l'estremizzazione limite del "dubbio metodico", un'ipotesi che Cartesio chiama "dubbio iperbolico". Un dubbio, cioè che, come la figura retorica dell'iperbole è un'ipotesi esagerata, eccessiva ma che anche, come la figura geometrica dell'iperbole, viene esteso all'infinito così che sia possibile dubitare di tutto.

## Il "dubbio iperbolico"

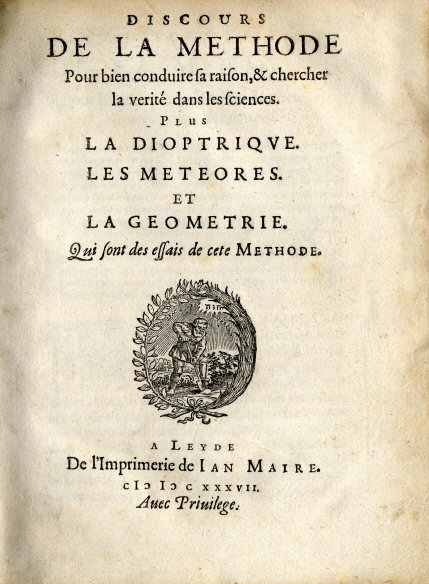
Prima edizione del "Discorso sul metodo" pubblicata da Ian Maire nel 1637

Nel suo Discorso sul metodo Cartesio descrive il cammino che lo porterà a conoscere una verità di per sé evidente cioè chiara e distinta, tale da non dover essere ulteriormente dimostrata.
In un primo tempo egli pensa che questa verità indubitabile sia costituita da quella scienza matematica dalla quale egli ha tratto le stesse regole del metodo ma, in effetti, la conoscenza matematica solo apparentemente può sfuggire al dubbio. Infatti, benché sembri che non ci possa essere nulla di più sicuro e di più certo delle verità matematiche, non si può neppure escludere, con un dubbio "iperbolico", che un "genio maligno", supremamente potente, si "diverta", per la sua "malignità", a ingannarci ogni volta che effettuiamo un calcolo matematico.

## Il Genio maligno

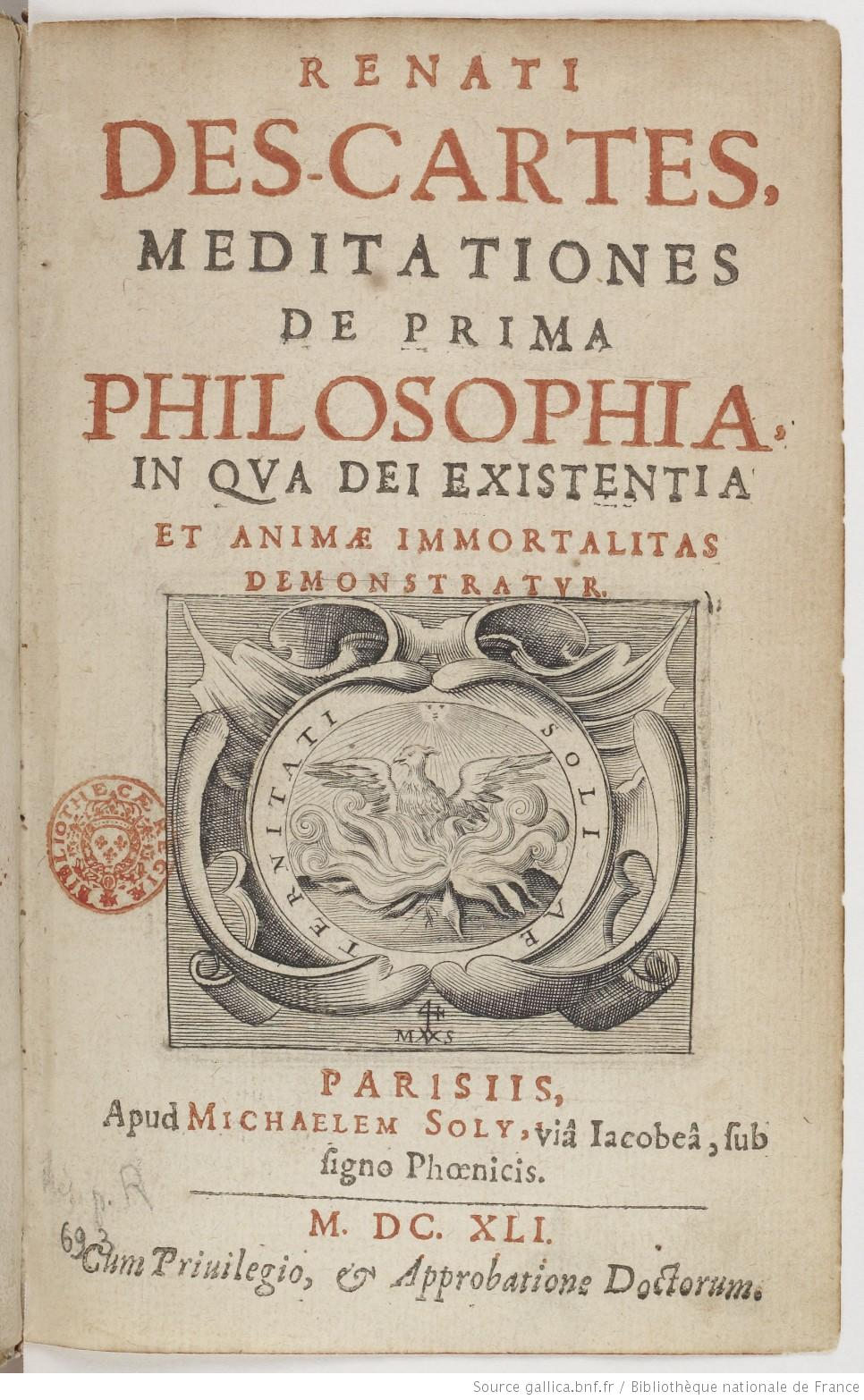
Frontespizio di un'edizione in latino delle Meditationes de prima philosophia

Il Genio maligno viene per la prima volta considerato da Cartesio nelle Meditationes de prima philosophia (1641) dove scrive che non si tratta di Dio (sarebbe autocontradditorio pensare un Dio perfetto che inganni) ma di un "genio" (che non è perfetto e quindi può essere cattivo) ipotizzato provvisoriamente come reale per necessità metodologica, cioè sino a quando si dimostrerà l'esistenza di Dio e si potranno respingere «tutti i dubbi dei giorni passati come iperbolici e ridicoli» ma fino a quel momento egli dubiterà di tutto, sospendendo ogni giudizio:

## La verità evidente del "cogito"
Nel Discorso sul metodo (1637) Cartesio grazie al dubbio scopre, nel quarto capoverso, il "primo principio" fondamento di tutto il suo pensiero: «io penso, dunque sono» («je pense, donc je suis») ossia, nella formulazione latina più precisa: «Ego cogito, ergo sum, sive existo», («Io penso, io sono, ossia esisto»)
Questo primo principio è indubitabilmente vero: se, infatti, noi ne dubitassimo non faremmo altro che pensare poiché il dubbio «è un caso particolare del pensiero» che riconferma il "cogito ergo sum" (se dubito, penso e se penso, sono, esisto). Ma se penso, questo pensiero deve pur far capo a qualcosa cioè a me stesso: se penso, devo pur essere qualcosa. Un'affermazione questa così evidente che nessun scetticismo e neppure l'ipotetico  "genio maligno" può scalfire: 

## Il "dubbio iperbolico" coinvolge le idee
Ma se il genio maligno non mi può più ingannare sul pensare potrebbe continuare a farlo sul contenuto del pensiero.

Per Cartesio dunque il genio potrebbe continuare l'inganno sulle idee, di cui egli distingue tre categorie: 
- le idee "innate"  che sono quelle sempre presenti dov'è presente il pensiero. Questo tipo di innatismo è virtuale, cioè le idee innate ci sono veramente quando c'è la possibilità del pensiero di pensarle (il feto non ha idee innate);
- le idee "avventizie" sono quelle delle cose esterne, che vengono dal di fuori (ad ventum);
- le idee "fittizie", che lui chiama "fattizie", quelle delle cose inventate, che ci formuliamo da soli.

## L'esistenza di Dio
Su tutte queste idee il genio maligno potrebbe continuare ad ingannare;  se si riesce però a dimostrare che non esiste un genio maligno ma, al contrario, che c'è un Dio perfetto, quindi buono, e quindi veridico, che dice la verità, potrò essere sicuro che non solo il pensare ma anche il contenuto del pensare, le idee, siano vere.
L'esistenza di Dio, dimostrata attraverso le prove tradizionali, connota la filosofia cartesiana di un aspetto religioso realizzando una sorta di tomistica armonica fusione di ragione e fede.
Questa duplicità del suo pensiero ha aperto la strada a interpretazioni della filosofia cartesiana tali per cui da un lato viene affermata la possibilità di conoscere la verità garantendola sull'esistenza di Dio, dall'altro l'uomo con il metodo è in grado di raggiungere in piena autonomia razionale verità evidenti, chiare e distinte.